# Klešice
Klešice é uma comuna checa localizada na região de Pardubice, distrito de Chrudim.